# Алика
Алика — вождь вестготов в начале IV века.
Руководил готами, воевавшими в 324 году на стороне императора Лициния против императора Константина Великого. 3 июля 324 года при Адрианополе (современном Эдирне) Лициний потерпел поражение от войск Константина.